# Клес
Клес (итал. Cles) — коммуна в Италии, располагается в провинции Тренто области Трентино-Альто-Адидже, центр сообщества Валь-ди-Нон.
Население составляет 6683 человека (на 2004 г.), плотность населения составляет 165 чел./км². Занимает площадь 39 км². Почтовый индекс — 38023. Телефонный код — 0463.
Покровительницей коммуны почитается Пресвятая Богородица. Её Успение ежегодно празднуется 15 августа.

## Галерея

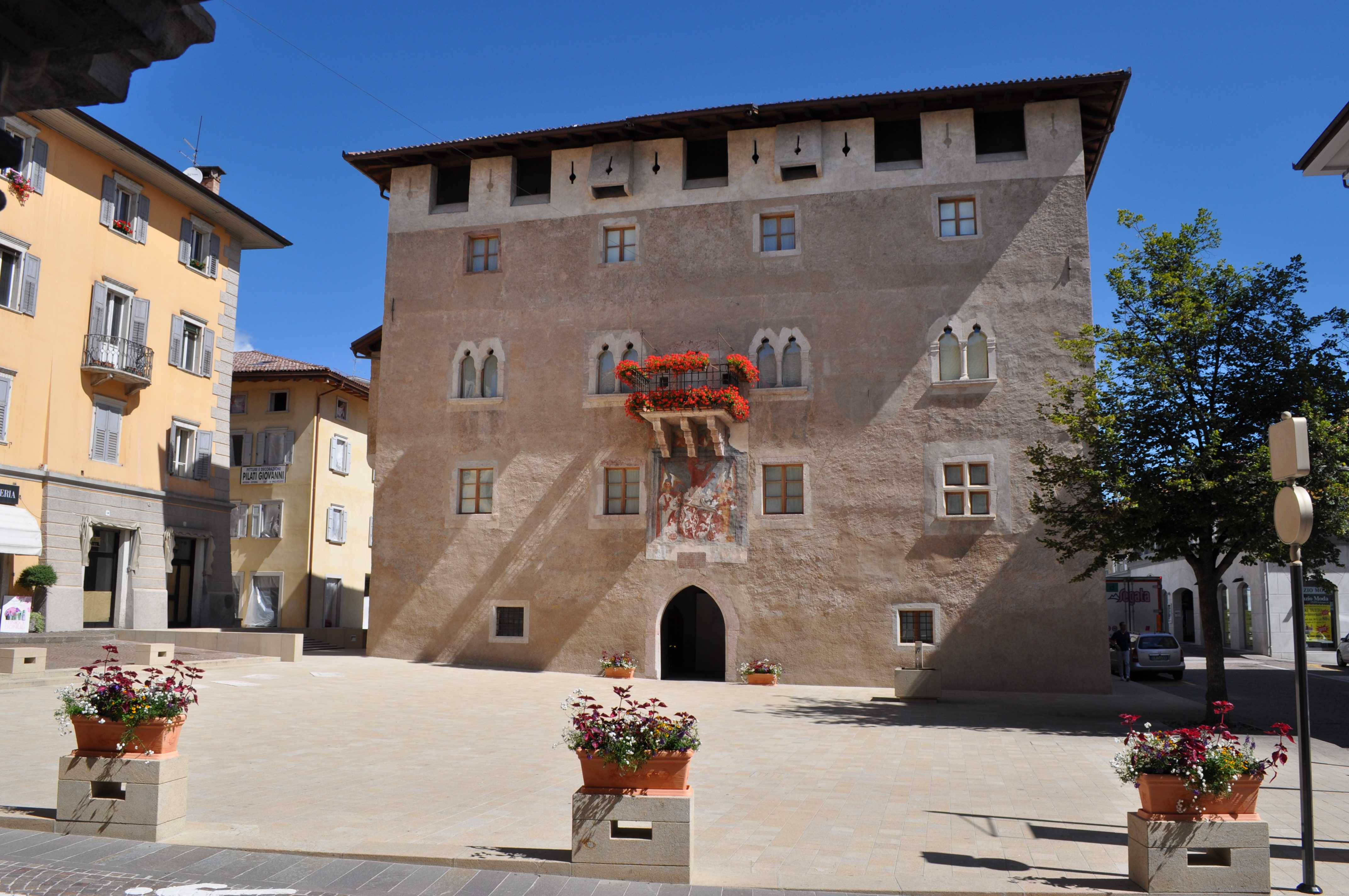
Дворец Департаментов
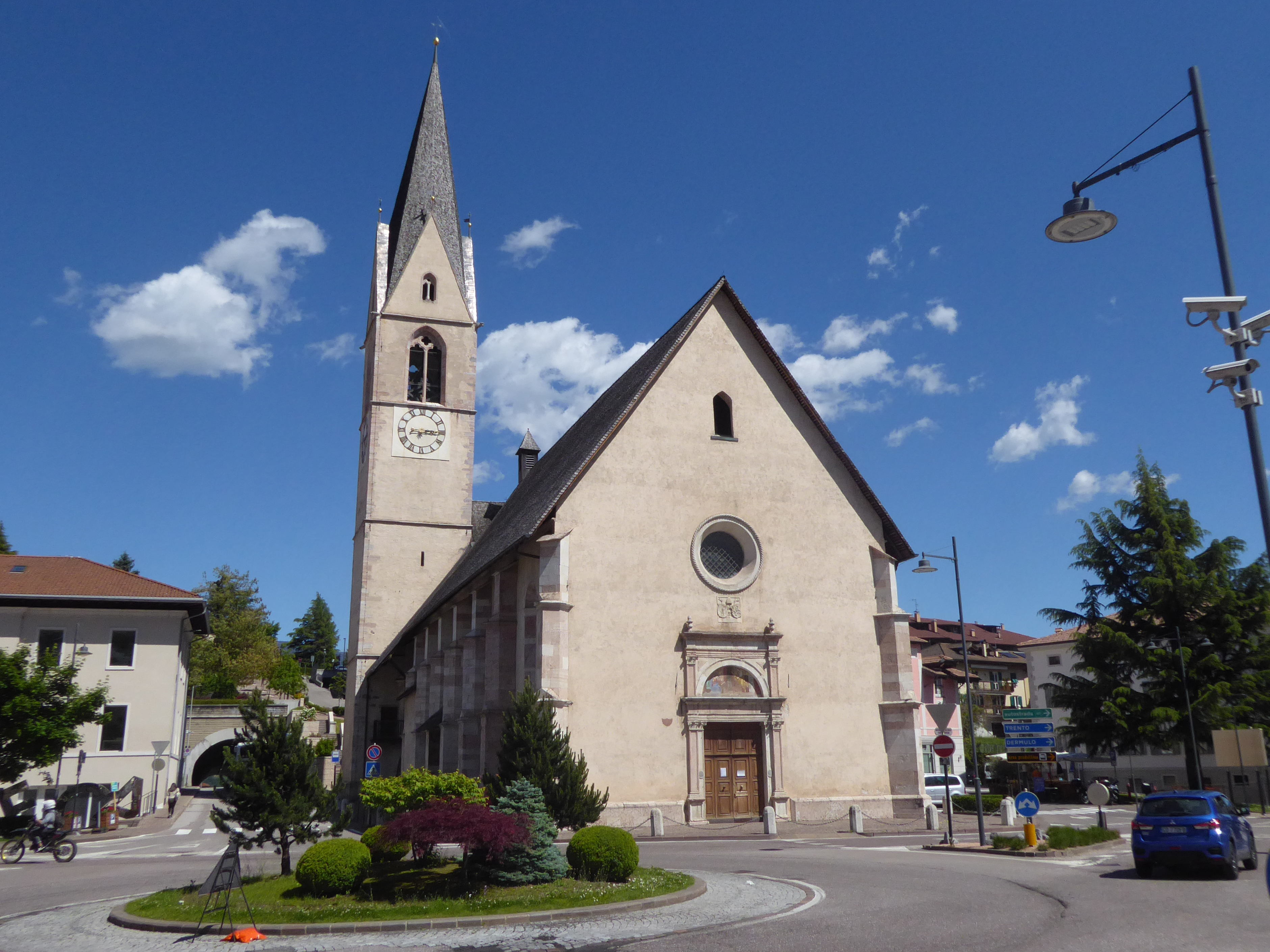
Собор Успения Девы Марии
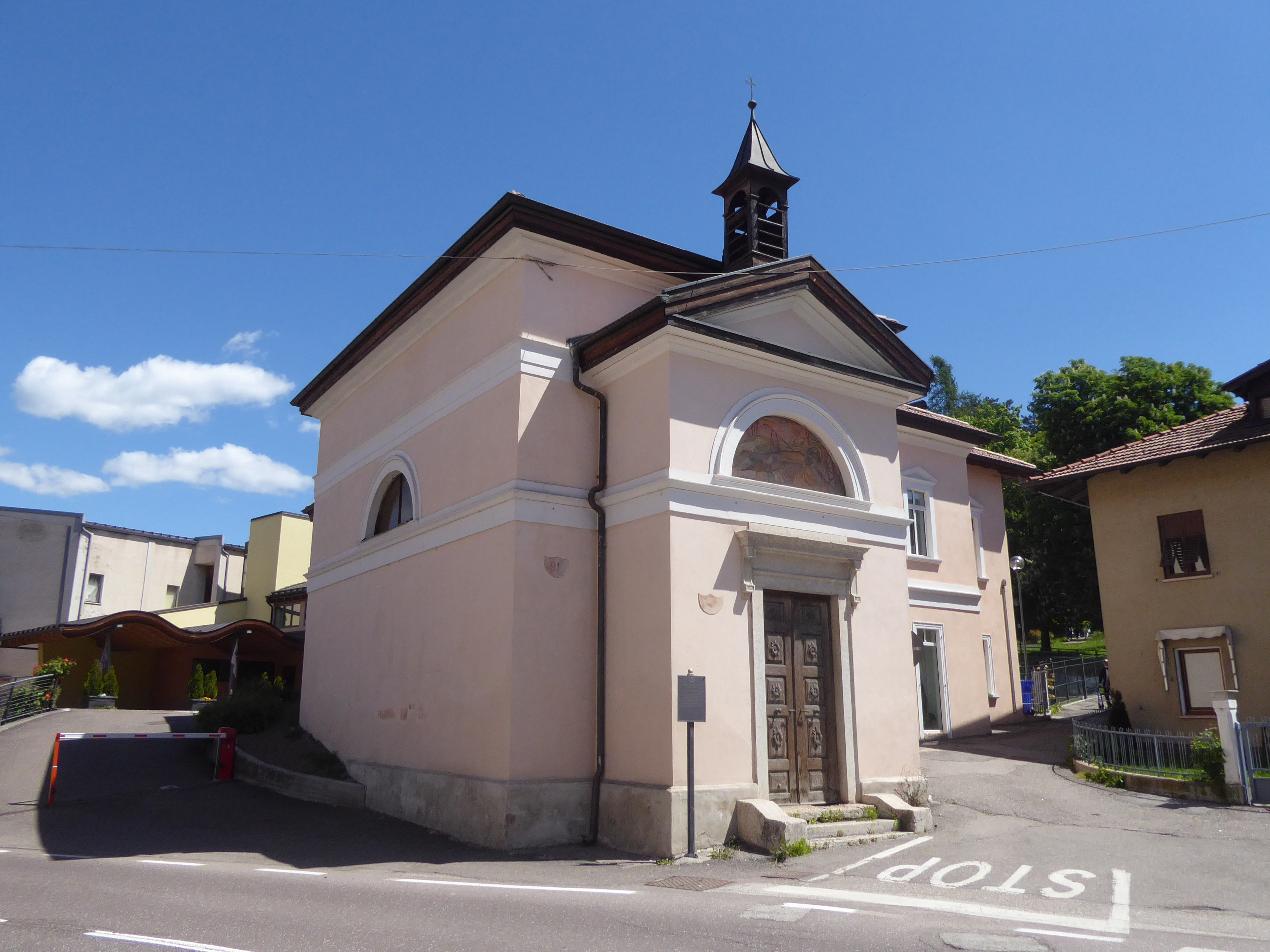
Церковь Сан-Рокко
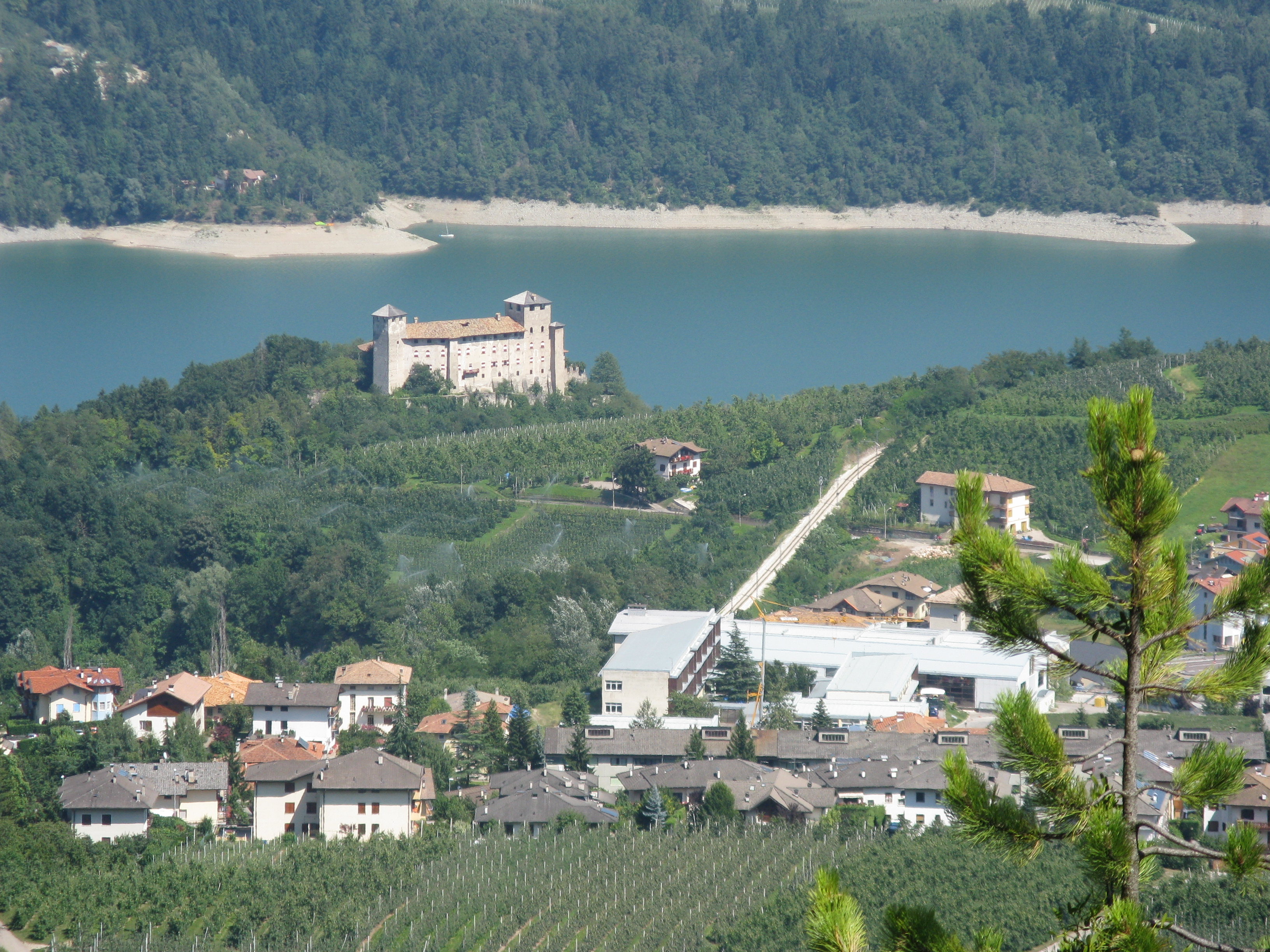
Замок Клес